# La Taverne rouge (film, 1940)
Pour les articles homonymes, voir La Taverne rouge.
Pour plus de détails, voir Fiche technique et Distribution.
La Taverne rouge (Taverna rossa) est une comédie italienne réalisée par Max Neufeld et sorti en 1940. 

## Synopsis
La jeune Susanna, intriguée, entre seule un soir dans la discothèque La Taverne Rouge pour y rencontrer des amis. Pendant qu'elle attend, elle s'assoit seule et remarque la présence de son père, qui n'accepterait jamais sa présence dans un tel endroit à son âge. Elle aborde immédiatement un voisin de table, Carlo, seul comme elle, en lui demandant de se faire passer pour son compagnon. Le jeune homme accepte immédiatement.
Pour préserver son anonymat, Susanna se fait passer pour l'épouse d'un comte dont elle a trouvé la carte de visite sur la table, sans savoir que le propriétaire de cette carte est son cavalier du moment. Susanna accepte alors de suivre Carlo dans un appartement qu'il souhaite cambrioler en sa présence. Après une série de mésaventures et de malentendus, Susanna découvre deux jours plus tard la vérité et épouse Carlo.

## Fiche technique
- Titre français : La Taverne rouge[1]
- Titre italien original : Taverna rossa[2]
- Réalisateur : Mario Mattoli
- Scénario : Gherardo Gherardi, Aldo De Benedetti
- Photographie : Alberto Fusi
- Montage : Giuseppe Fatigati
- Musique : Armando Fragna (it)
- Décors : Ottavio Scotti (it)
- Production : Francesco Marturano, Ettore Rosboch, Carlo Della Posta
- Société de production : Italcine
- Pays de production :  Royaume d'Italie
- Langues originales : italien
- Format : Noir et blanc - 1,37:1 - Son mono - 35 mm
- Durée : 80 minutes
- Genre : comédie
- Dates de sortie :
  - Royaume d'Italie : 8 février 1940
  - France : 12 décembre 1958[1]

## Distribution
- Alida Valli : Susanna Sormani
- André Mattoni : Comte Carlo Torresi
- Lauro Gazzolo : Marquis Torresi
- Lilia Dale Nina
- Umberto Sacripante : voleur
- Oreste Bilancia : M. Sormani
- Luigi Erminio D'Olivo
- Alfredo Martinelli